# 괴이차이구
괴이차이구(아제르바이잔어: Göyçay rayonu)는 아제르바이잔 중부에 위치한 구로 행정 중심지는 괴이차이이며 면적은 736km2, 인구는 111,400명(2011년 기준)이다.